# 兼村憲周
兼村 憲周（かねむら のりちか、1980年6月13日 - ）は、沖縄県出身のサッカー指導者。

## 来歴
小学校2年でサッカーを始め、大学まで選手としてプレー。その後は指導者の道へ進み、横浜FC、大宮アルディージャで4年間テクニカルスタッフとして対戦相手の分析を担当。2012年から2015年まで監督・田坂和昭の下で4年間大分トリニータのコーチを務めた。
2016年に田坂と共に松本山雅FCのコーチを1年間務めた後、2017年に田坂が監督に就任した福島ユナイテッドFCのコーチに就任 し、2018年にヘッドコーチを務めた後、2019年から田坂が栃木SCの監督に就任した際もコーチに就任した。2022年にギラヴァンツ北九州のコーチを務め、2023年から地元・沖縄県のFC琉球のヘッドコーチに就任した。
2024年はギラヴァンツ北九州に復帰しヘッドコーチを務め、同年限りでの退任を発表。

## 所属クラブ・学歴
- 沖縄県立球陽高等学校
- 筑波大学
- 筑波大学大学院

## 指導歴
- 2002年 - 2003年 桜南ファイターズSC コーチ
- 2006年 つくばFCジュニアユース コーチ
- 2007年 筑波大学蹴球部 アシスタントコーチ
- 2008年 - 2009年 横浜FC テクニカルスタッフ
- 2010年 - 2011年 大宮アルディージャ テクニカルスタッフ
- 2012年 - 2015年 大分トリニータ コーチ
- 2016年 松本山雅FC コーチ
- 2017年 - 2018年 福島ユナイテッドFC
  - 2017年 コーチ
  - 2018年 ヘッドコーチ
- 2019年 - 2021年 栃木SC コーチ[5]
- 2022年 ギラヴァンツ北九州 コーチ[6]
- 2023年 FC琉球 ヘッドコーチ
- 2024年 ギラヴァンツ北九州 ヘッドコーチ
- 2025年 - 栃木SC コーチ